# プリゴロドノエ (サハリン州)
座標: 北緯46度37分39秒 東経142度54分10秒 / 北緯46.6275度 東経142.9028度

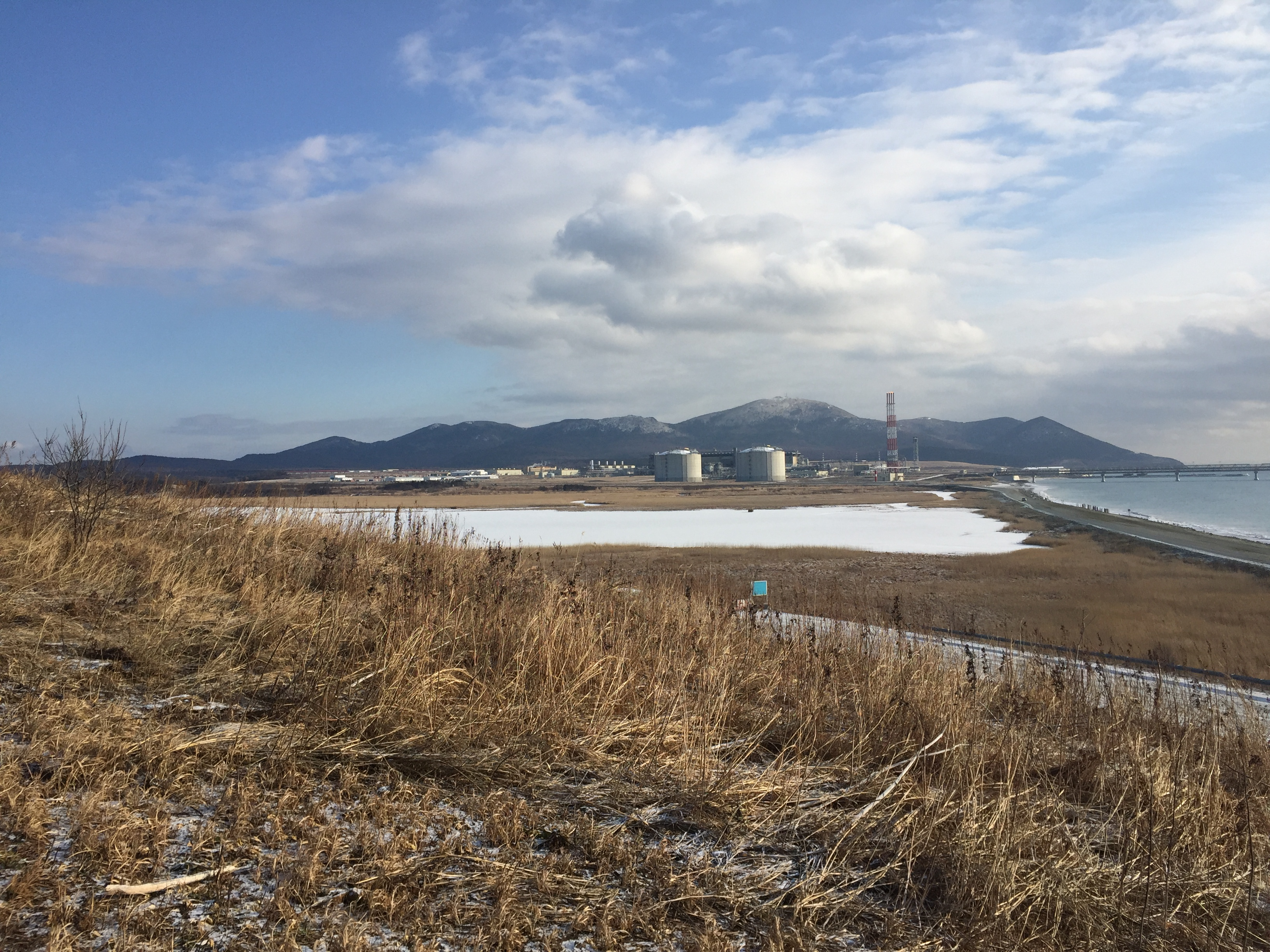
プリゴロドノエ

プリゴロドノエ（ロシア語：При́городное）は、サハリン南部の海岸沿いの村。ロシア連邦サハリン州に属する。日本統治時代（1905年 - 1945年）の深海村（ふかみむら）にあたる。
日本統治時代の詳細については「深海村」の項目を参照すること。

## 概要
プリゴロドノエは、サハリン南部のコルサコフスキー地区に属する村。アニワ湾に注ぐメレヤ川の河口付近に面している。地区の行政上の中心地であるコルサコフからやや東の近郊、北緯46.6275度、東経142.9028度に位置している。
日露戦争の際、日本軍が最初に上陸したのがこの地である（樺太作戦）。1905年、ポーツマス条約により日本に割譲され、「深海」と称した。1945年、ソ連が占領し、統治するところとなった。現在は、サハリン2プロジェクトにより敷設される原油・ガスパイプラインの南端に位置しており、2008年中の稼動を目指して、石油・液化天然ガスを輸出する港湾施設と大規模な液化天然ガス工場の建設が進められている。完成後は、冬季には流氷により船舶の航行が困難なオホーツク海を避けて、陸路でサハリン北部の原油・ガスを供給できるため、現在は夏季に限られている操業が、一年を通じて可能になる予定である。